# Дапль, Эдуар
Эдуар Дапль (фр. Edouard Dapples; 12 декабря 1807 года, Лозанна, Швейцария — 30 апреля 1887 года, Ницца, Франция) — швейцарский либеральный политик.

## Биография
В 1825—1831 годах, Дапль изучал теологию и философию в Университете Лозанны, однако не окончил его. Затем изучал лесоводство в Байройте. В 1833—1840 годах он был окружным лесничим в Коте, в 1840—1842 годах в Лозанне, а в 1848—1851 годах лесным инспектором.
В 1834—1842 и 1848—1857 Дапль избирался в городской совет Лозанны, в 1843—1848 и 1857—1867 годах был мэром Лозанны. В следующем году избран в Большой совет Во (кантональный парламент) и просидел в нём до 1868 года, с небольшим перерывом. В 1851—1854 и 1857—1866 годах был членом Национального совета, а в 1860 году председательствовал в нём.
В 1860 году был направлен чрезвычайным послом в Берлин и Санкт-Петербург.
Первая жена Дапля Хильда д’Обер (1812—1837) была незаконной дочерью великой княгини Анны Фёдоровны и Рудольфа Абрахама де Шиферли. Второй женой (с 1840) была Мари Сюзан Элизабет Куршо.
В Лозанне Дапль был очень популярен и внёс значительный вклад в развитие города. Его имя носит улица Avenue Edouard-Dapples.